# Federico Del Cupolo
Federico Del Cupolo (Napoli, 1º novembre 1884 – Milano, 1974) è stato un direttore d'orchestra italiano, la cui attività, rivolta principalmente al melodramma italiano, si è sviluppata in Italia e all'estero nell'arco di oltre sessant'anni e ha compreso incisioni discografiche nei primi anni cinquanta, ora riprese e apprezzate per il loro valore storico e artistico.

## Biografia
All'età di 10 anni entra a far parte del coro della Chiesa dei Girolamini, nel quale cantava anche il giovanissimo Enrico Caruso.

La sua voce fu notata da Pietro Mascagni, che lo fece cantare nella sua opera Guglielmo Ratcliff rappresentata al Teatro San Carlo di Napoli. Colpito dal suo talento musicale, Mascagni lo introdusse al Conservatorio di San Pietro a Maiella, dove studiò composizione, pianoforte e organo. In seguito intraprese la carriera di direttore d'orchestra, debuttando a 18 anni con la direzione del Poliuto al Teatro Cimarosa di Caserta.
Godette dell'amicizia e stima di Mascagni, Pizzetti e Puccini; la sua capacità e sensibilità artistica nella orchestrazione e direzione erano riconosciute anche da Leoncavallo e Giordano. Concertò e diresse Il piccolo Marat di Mascagni, da lui stesso incaricato, subito dopo la prima esecuzione diretta dal compositore.
La sua attività si rivolse in particolare al melodramma italiano, ma anche a opere di compositori tedeschi e francesi, e diresse anche concerti sinfonici (ad esempio Beethoven e Respighi).

Ebbe una carriera internazionale di successo, dirigendo in Italia, Francia, Spagna, Portogallo,
Germania, Cile, Uruguay, Brasile e negli Stati Uniti.
Morì a Milano nel 1974.

## Direzione d'orchestra in Italia e all'estero
Fra i teatri italiani diresse presso: Adriano e Costanzi di Roma; Dal Verme a Milano; La Fenice di Venezia; Comunale di Bologna, a Trieste e Fiume; Politeama e Paganini di Genova; Vittorio Emanuele, Chiarella e Regio di Torino; Teatro Coccia di Novara (dove diresse otto titoli), La Pergola di Firenze (Andrea Chénier col tenore Aureliano Pertile); Bellini di Catania, Massimo di Palermo e Reggio Calabria dove nel 1951 diresse l'Aida interpretata da Maria Callas; all'estero diresse la stagione dell'Opera Italiana presso: Staatstheater di Norimberga nel 1911-12; Teatro Reale de Il Cairo nel 1925-26; Academy of Music di Philadelphia nel 1928-29.
Partecipò nel 1915 all'omaggio della città di Pisa a Giacomo Puccini dirigendo alla presenza del compositore La fanciulla del West; successivamente diresse anche ai festival pucciniani di Torre del Lago.

## Discografia
A Philadelphia incise nel 1929 l'ouverture de La gazza ladra di Rossini; nel 1951 incise con
l'orchestra del Teatro alla Scala di Milano le opere L'Arlesiana e Adriana Lecouvreur di Francesco Cilea, quest'ultima interpretata da Mafalda Favero, Elena Nicolai e da Nicola Filacuridi, che era venuto in Italia per studiare col Maestro Del Cupolo e che fu uno dei suoi allievi prediletti.
Nel 1953, con l'orchestra Guarnieri e il coro di Milano, incise La rondine di Puccini e con l'orchestra della RAI di Torino Manon Lescaut.